# Carbonia Calcio 1987-1988
Questa voce raccoglie le informazioni riguardanti il Carbonia Calcio nelle competizioni ufficiali della stagione 1987-1988.

## Rosa
| N. |                   | Ruolo | Calciatore         |
| -- | ----------------- | ----- | ------------------ |
|    | Italia (bandiera) | A     | Claudio Aloia      |
|    | Italia (bandiera) | A     | Andrea Bagnoli     |
|    | Italia (bandiera) | C     | Mirco Barbetta     |
|    | Italia (bandiera) | C     | Fernando Bianchini |
|    | Italia (bandiera) | P     | Claudio Bozzini    |
|    | Italia (bandiera) |       | Casaracciu         |
|    | Italia (bandiera) | C     | Bruno Conca        |
|    | Italia (bandiera) | P     | Giovanni Falessi   |
|    | Italia (bandiera) | A     | Giovanni Macera    |
|    | Italia (bandiera) | D     | Fulvio Mezzena     |

| N. |                   | Ruolo | Calciatore                |
| -- | ----------------- | ----- | ------------------------- |
|    | Italia (bandiera) | D     | Giuseppe Mura             |
|    | Italia (bandiera) | D     | Roberto Occhioni          |
|    | Italia (bandiera) |       | Pasquini                  |
|    | Italia (bandiera) | D     | Francesco Antonio Picconi |
|    | Italia (bandiera) | D     | Luciano Porru             |
|    | Italia (bandiera) | A     | Bruno Ricciolini          |
|    | Italia (bandiera) | A     | Luca Rivetta              |
|    | Italia (bandiera) | C     | Andrea Rosas              |
|    | Italia (bandiera) | C     | Claudio Sanna             |
|    | Italia (bandiera) | D     | Fabio Todde               |